# Історія Єревана
Єреван (вірм. Երևան) — столиця Вірменії, одне з найдавніших міст, що збереглися. Місто засноване у 782 році до н. е. під назвою Еребуні. Місто було частиною держави Урарту. Потім Єреван захоплювали перси, араби, монголи та сельджуки. У 1827 році Вірменію (і Єреван) захопила Російська імперія. У 1918 році Єреван став столицею Республіки Вірменія, з 1920 року — столиця Вірменської РСР, з 1991 року — столиця незалежної Вірменії.

## Стародавній період

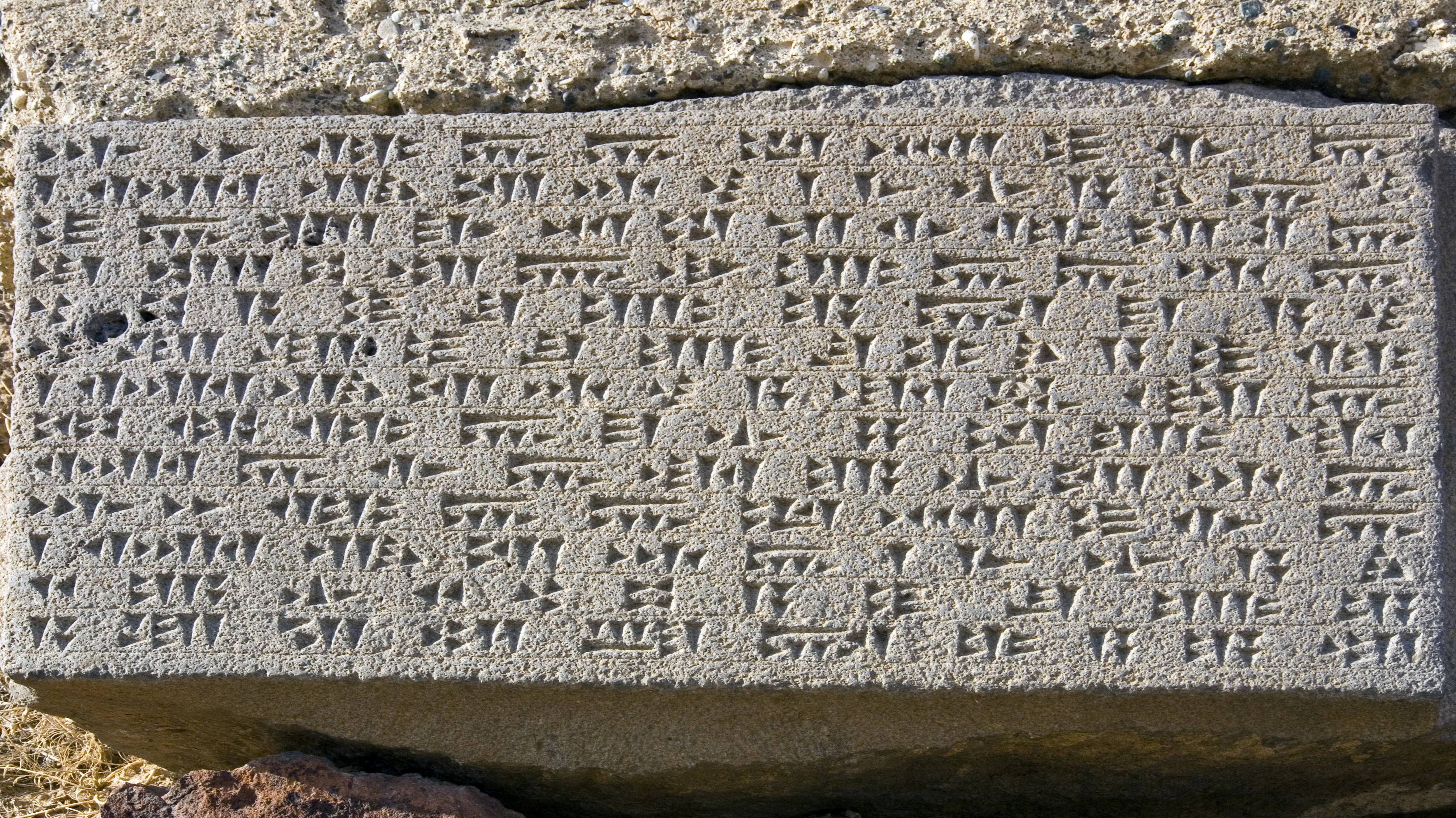
Табличка про заснування Еребуні

Вірменські легенди зводять заснування Єревану до біблійного Ноя, виводячи назву міста з вигуку: «Єреванц!» (Вона з'явилася!), нібито зробленого Ноєм, коли від води оголилася вершина Малого Арарату..

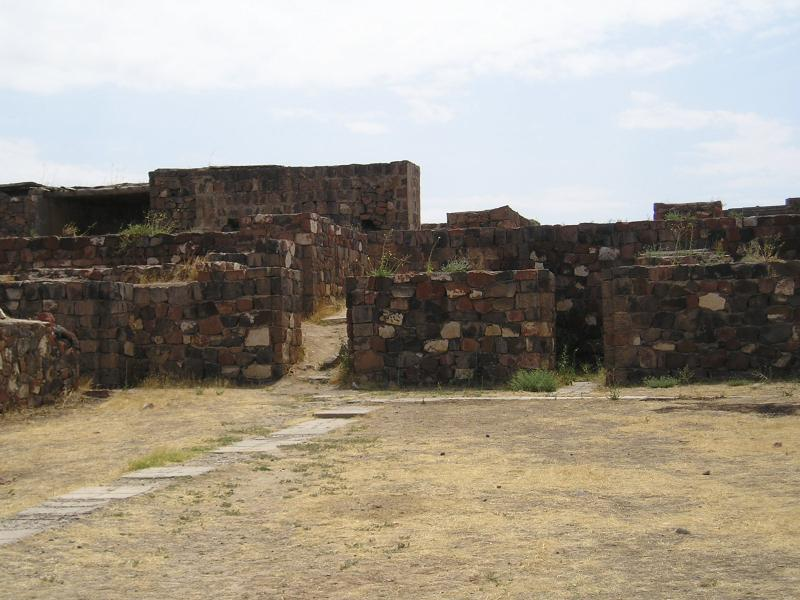
Руїни Еребуні

У 782 році до н. е. урартський цар Аргішті I заснував в Араратській долині на пагорбі Арін-Берд (південно-східна околиця сучасного Єревана) місто Еребуні. У 1950 році у руїнах фортеці Еребуні була знайдена стара кам'яна плита, на якій клинописом написано: 
|  | величчю бога Халді Аргішті, син Менуа, цю могутню фортецю побудував; встановив їй ім'я Еребуні для могутності країни Біайні і для залякування ворожої країни. Земля була пустельною, могутні справи я тут зробив. Величчю бога Халді Аргішті, син Менуа, цар могутній, цар країни Біайні, правитель міста Тушпи |

У VI—IV століттях до н. е. Еребуні був одним з найважливіших центрів вірменської сатрапії Ахеменідської держави. Згодом місто занепало, і про його історію у період у IV ст. до н. е. — III ст. н. е. мало відомо. Історики називають цей період «темною добою Єревана».
На початку IV століття християнство офіційно стало державною релігією Вірменії. Перший же християнський храм в Єревані — церква Святих Петра і Павла була побудована лише в V столітті. У 1679 році в результаті сильного землетрусу храм був дуже пошкоджений, але досить швидко відновлений.

## Середньовіччя
Найперша згадка про місто у вірменському джерелі — «Книзі листів» належить до 607 року, коли якийсь Данило з Єревана згадується в числі вірменських церковників, що зберегли вірність рішенням Халкідонського собору.
До середини VII століття велика частина вірменських земель перебувала під контролем арабів. Єреван завойований арабами у 658 році. Він розташовувався на перетині важливих торговельних шляхів між Європою та Індією. На початку IX століття вплив халіфату значно ослаб, що призвело до гнучкішої політики по відношенню до Вірменії, а потім і відновленню вірменської держави. Єреван став частиною царства Багратидів (Анійського царства). Проте в XI столітті місто опинилося під владою сельджуків.
У 1387 році Єреван завойований і розграбований Тамерланом і згодом став адміністративним центром Держави Хулагуїдів.
На відміну від відносно спокійного XV століття XVI—XVIII століття принесли Єревану безліч бід. Важливе стратегічне значення міста зробило його однією з головних арен руйнівних турецько-перських воєн. Істотно скоротилася і населення Єревана, в тому числі і через масову депортацію вірмен у 1604 році за розпорядженням шаха Аббаса I. У 1679 році в результаті сильного землетрусу велика частина міста була зруйнована.

## XIX і XX століття

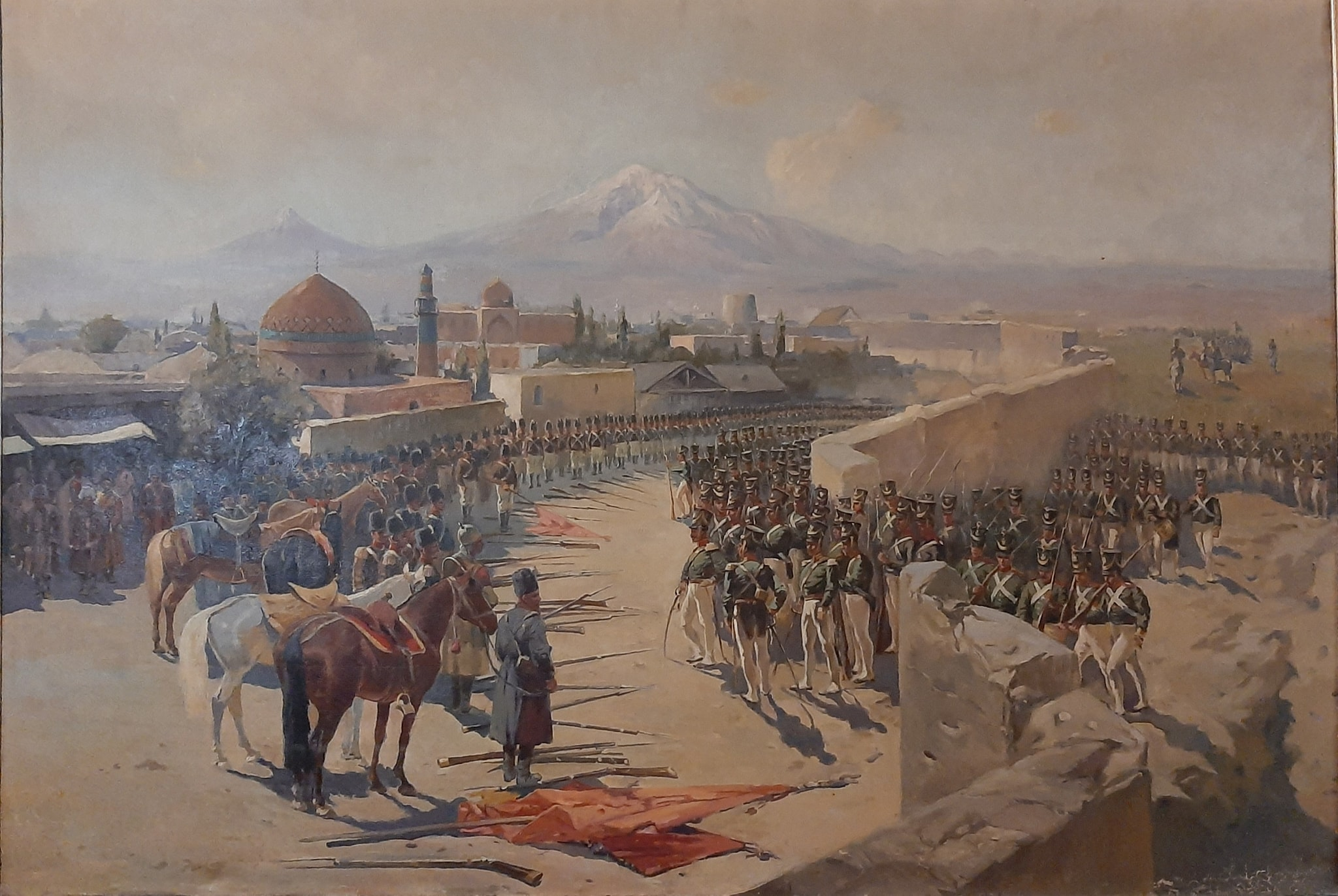
Захоплення Єревана російськими військами

У жовтні 1827 року в ході російсько-перської війни (1826—1828 років) Єреван захопили російські війська. У 1828 році, після підписання Туркманчайського мирного договору, землі Східної Вірменії відійшли Російської імперії, і Єреван став столицею Вірменської області (з 1849 року — Еріванської губернії). По закінченню війни Російська імперія ініціювала і фінансувала репатріацію вірмен з Персії та Османської імперії на їх історичну батьківщину, у зв'язку з чим частка вірменського населення в Єревані різко збільшилася.

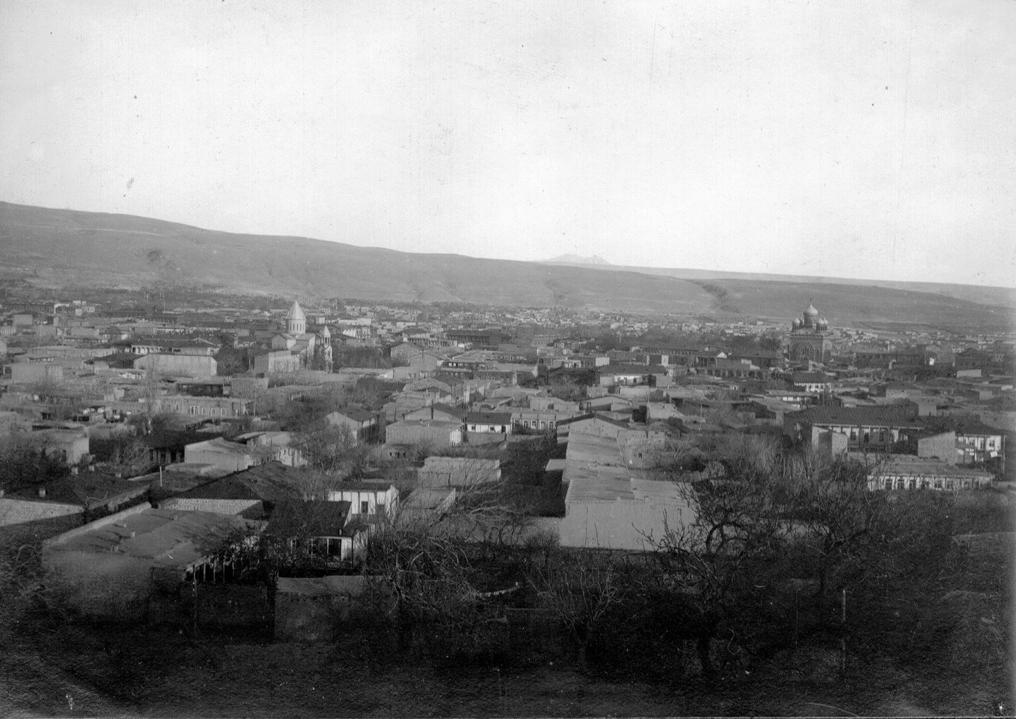
Панорама на місто. 1920-ті роки

До середини XIX століття, незважаючи на статус столиці губернії, Єреван був всього лише бідним провінційним містечком. Поступово Єреван почав рости і розвиватися. У 1850—1917 роках був створений ряд інститутів і коледжів, заснована друкарня, побудовані кілька заводів і фабрик, залізниця, а також проведена телефонна лінія.
У травні 1918 р. Еривань стає столицею Республіки Вірменія. На початку грудня 1920 Еривань була зайнята Червоною Армією. 18 лютого 1921 р. в результаті загальнонаціонального повстання Радянська влада була скинута, проте 2 квітня РСЧА знову вступила в Єреван, в якому на 70 років встановилася Радянська влада.
Інтенсивна ж забудова Єревана почалася у 20-х роках XX століття, коли Єреван вже був столицею Вірменської РСР. Генеральний план був розроблений архітектором Олександром Таманяном, який неймовірно гармонійно зумів поєднати в архітектурному вигляді «нового Єревана» неокласику і національні вірменські мотиви. Місто стрімко розвивався і незабаром став великим промисловим і культурним центром.
Архітектурним центром ансамблю нового Єревана стала площа Леніна (нині — Республіки). На площі, розташовані два Будинку уряду (1926-41, А. І. та Г. А. Таманяни і 1955, С. А. Сафарян, В. А. Аревшатян, Р. С. Ісраелян), історичний музей Вірменії, готель «Вірменія», будівля міністерства зв'язку та Ради профспілок (всі три М. В. Григорян, Е. А. Сарапян, 1956—1958). Серед великих громадських будівель, що визначають вигляд Єревана: Театр опери та балету ім. О. О. Спендіарова (1926-39, арх. А. І. Таманян; завершено в 1953), центральний критий ринок (1952, арх. Г. Г. Агабабян, інженер А. А. Аракслян), комплекс коньячного заводу (1952 , арх. О. С. Маркарян), сховище стародавніх рукописів Матенадаран (1959, арх. М. В. Григорян), Театр ім. Г. Сундукяна (1965, архітектори Р. Б. Алавердян, Р. А. Бадалян), Єреванський державний ляльковий театр імені Ованеса Туманяна, Музей історії м. Єревана (1968, архітектори Ш. Р. Азатян, Б. А. Арзуманян, скульптор А. А. Арутюнян), пам'ятники Давиду Сасунському (1959, скульптор Е. С. Кочар) і жертвам Геноциду вірмен 1915 (1967, архітектори А. А. Тарханян, С. Г. Калашян). У 1968 р. був відкритий Музей «Еребуні», присвячений історії Еребуні і Тейшебаіні. 1941 року було відкрито зоопарк.
До 1936 року місто офіційно звалося «Еріван» після чого був перейменований в Єреван. У 1991 році після розпаду СРСР Єреван став столицею незалежної Вірменії.